# تعطیلات رومن (ترانه)
«تعطیلات رومن» (به انگلیسی: Roman Holiday) ترانه‌ای از هنرمند اهل ترینیداد و توباگو نیکی میناژ است. این ترانه در آلبوم جمعه صورتی: نسخه جدید رومن قرار داشت.